# Fliegerführer Sardinien
Fliegerführer Sardinien war die Bezeichnung einer Dienststellung bzw. einer Kommandobehörde auf Brigadeebene der deutschen Luftwaffe im Zweiten Weltkrieg. Der Name leitet sich von der italienischen Mittelmeerinsel Sardinien ab, auf der sie anfangs stationiert war.

## Geschichte
Die Kommandobehörde des Fliegerführers Sardinien wurde am 9. Dezember 1942 auf Sardinien aufgestellt und führte die dort stationierten fliegenden Verbände der Luftwaffe. Am 22. Januar, nach der Landung der Alliierten bei Anzio und Nettuno, verlegten die I. und die II. Gruppe des Kampfgeschwaders 26 nach Sardinien auf die Plätze Decimomannu und Villacidro. Von dort aus attackierten sie alliierte Schiffe im Landungsraum. Im September 1943, nach der Räumung der Insel wurde der Fliegerführer Sardinien in Fliegerführer 2 umbenannt. Der Fliegerführer war während seiner gesamten Bestehenszeit der Luftflotte 2 unterstellt. Im September 1944 wurde die Dienststelle in die Dienststelle des Kommandierenden Generals der Deutschen Luftwaffe in Italien umgewandelt.

## Führung
| Befehlshaber                       | von              | bis               |
| ---------------------------------- | ---------------- | ----------------- |
| Oberst Wolfgang von Wild           | 9. Dezember 1942 | 19. Juni 1943     |
| Oberstleutnant Hubertus Hitschhold | 19. Juni 1943    | 11. November 1943 |

## Unterstellung
| Unterstellung | von              | bis          |
| ------------- | ---------------- | ------------ |
| Luftflotte 2  | 9. Dezember 1942 | 6. Juli 1944 |

## Unterstellte Verbände
| 22. April 1943 |                                                            |
| --- | ---------------------------------------------------------- |
| 22. April 1943 | Stab., I. und II./Kampfgeschwader 26; 9./Jagdgeschwader 53 |
| 3. April 1944 |                                                            |
| Stab, 1., 2. und 3./Nahaufklärungsgruppe 11; I./Jagdgeschwader 2; III./Jagdgeschwader 53; II./Jagdgeschwader 77; Stab, I. und II./Schlachtgeschwader 4 |                                                            |